# Дементьєв Микола Петрович
Микола Петрович Дементьєв (рос. Николай Петрович Дементьев; нар. 30 серпня 1946) — радянський футболіст, захисник та півзахисник.

## Життєпис
У 1964—1968 роках, на початку 1970 року перебував у складі СКА (Ростов-на-Дону), за основну команду провів 27 матчів у класі «А» у 1966—1967 роках. 1969 року грав за «Трактор» (Волгоград). Кар'єру в командах майстрів завершив 1970 року в команді другої групи класу «А» «Суднобудівник» (Миколаїв).